# Organo della basilica di Sant'Eustachio a Roma

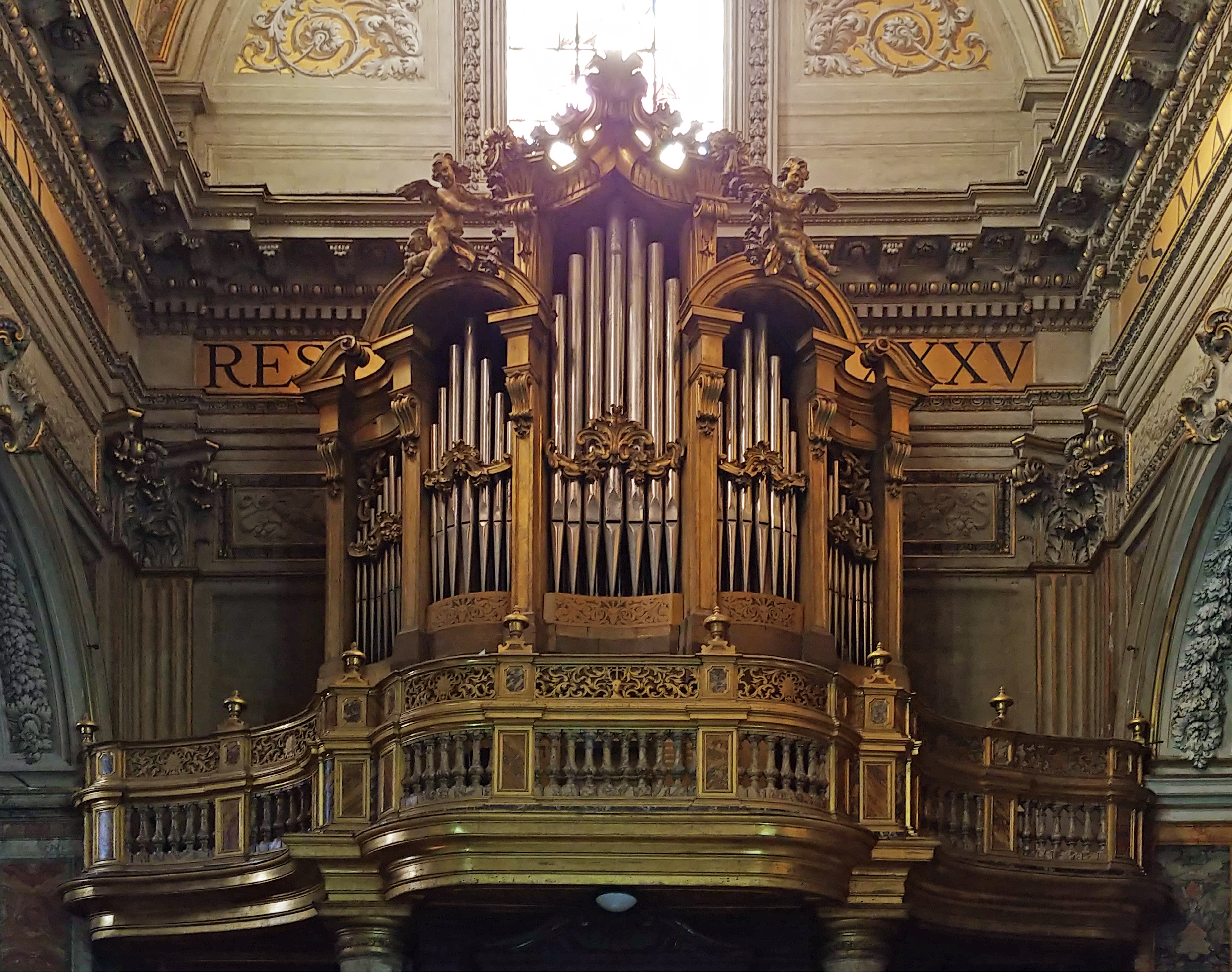
L'organo della basilica di Sant'Eustachio a Roma.

L'organo della basilica di Sant'Eustachio è uno strumento storico costruito nel 1747-1749 da Celestino Testa e Giuseppe Noghel, e rifatto da Johannes Conrad Werle nel 1767-1768.

## Storia
La basilica di Sant'Eustachio, edificata intorno al 1195 in luogo di un più antico edificio di culto sede di diaconia, venne ricostruita nelle forme odierne tra il 1701 e il 1726. Non è attestata la presenza di un organo a canne prima dell'attuale, ne è anzi sottolineata l'assenza in un documento del 1672, se non di un positivo di 7 registri comprato dal capitolo presso l'organaro e monaco silvestrino Celestino Testa di Santo Stefano del Cacco, al quale fu poi donato nel 1750.
La costruzione dell'organo iniziò nel gennaio 1747 ad opera dello stesso Testa il quale mantenne la direzione dei lavori anche quanto il suo allievo Giuseppe Noghel gli subentrò nell'ottobre successivo. Lo strumento venne consegnato nell'agosto 1749 e disponeva di 15 registri, tra i quali un ripieno in base di 16' e, aspetto inconsueto per l'organaria romana dell'epoca, un clarone, un cornetto (che Testa aveva aggiunto nel 1731 all'organo Biagi della basilica di San Giovanni in Laterano) e un flauto traverso, ai quali si aggiungevano gli accessori Tamburo e Rosignolo. La sua disposizione fonica era la seguente:
| Manuale             |        |
| Principale          | 16'    |
| Principale          | II 8'  |
| Voce umana          | 8'     |
| Ottava              | 8'     |
| Flauto in ottava    | 4'     |
| Flauto in duodecima | 2.2/3' |
| Quintadecima        | 4'     |
| Decimanona          | 2.2/3' |
| Vigesimaseconda     | 2'     |
| Vigesimasesta       | 1.1/3' |
| Vigesimanona        | 1'     |
| Cornetto            |        |
| Claroni             |        |
| Flauto traversiere  | 8'     |
| Tromboni            |        |
| Tremolo             |        |

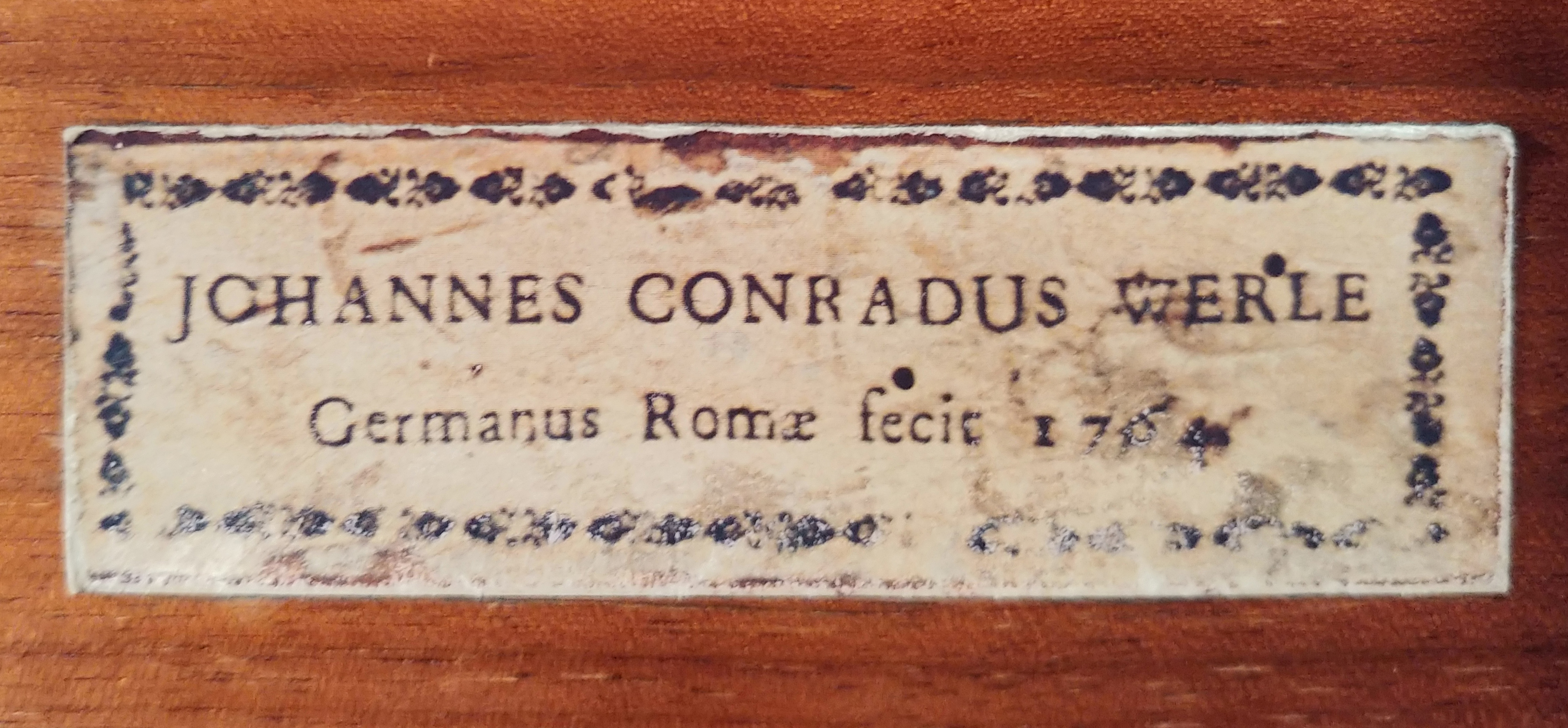
Riproduzione fotografica in consolle del cartellino originario del rifacimento di Johannes Conrad Werle

Già dal 1751 lo strumento presentò numerosi difetti ai quali tentò di porre rimedio Noghel, il quale rifece interamente somiere e meccanica e modificò alcuni registri; i suoi interventi si protrassero fino ai primi mesi del 1755 circa. Tuttavia, nonostante una revisione di Lorenzo Alari nel 1761, già nel 1767 Johannes Conrad Werle venne chiamato a restaurare lo strumento, a causa delle cui numerose imperfezioni e carenze l'organaro tirolese optò per un rifacimento radicale mantenendo soltanto parte del materiale fonico.
Nel 1824 Filippo Priori, la cui famiglia ebbe la manutenzione dell'organo dal 1778 al 1856, restaurò lo strumento apportando alcune modifiche, quali la separazione dei due registri di Tromba 8' Bassi e Cornetto soprani (originariamente azionati da un unico tirante) e aggiunse l'uccelliera. L'incarico dei Priori passò quindi a Pietro Pantanella che, dopo una pulitura nel 1856, nel 1861 restaurò più a fondo lo strumento rifacendone l'intonazione e installando due pedaletti per richiamare il ripieno, mentre nel 1884 installò i registri di Flauto in ottava 4' Soprani e Viola 4' Bassi, quest'ultimo in sostituzione di un Ottavino 2' Bassi. Nel corso del secolo successivo l'organo fu più volte manomesso; fra quest'ultimi interventi, l'estensione della prima ottava (originariamente scavezza) e la sostituzione di alcuni registri antichi con altri di fattura industriale. Un sommario restauro, volto a ridonare voce allo strumento, fu condotto nel 1964 dalla Soprintendenza ai Monumenti del Lazio, con il raccorciamento della novecentesca Voce celeste 8' Soprani per trasformarla in un nazardo.
In stato di abbandono e non più funzionante già agli inizi degli anni 1980,  l'organo è stato restaurato filologicamente da Francesco Zanin tra il 2002 e il 2003 con l'eliminazione delle modifiche dei secoli XIX e XX. La disposizione fonica precedente al restauro era la seguente:
| Colonna di sinistra |                 |
| Contrabbassi        | 16' (al Pedale) |
| Nazardo             | 2.2/3' Soprani  |
| Principale          | 16'             |
| Principale          | 8'              |
| Ottava              | 4' Bassi        |
| Ottava              | 4' Soprani      |
| Clarino             | 8' Soprani      |
| Viola               | 8' Soprani      |
| Flauto traverso     | 8'              |
| Flauto in VIII      | 4' Soprani      |

| Colonna di destra |          |
| Viola             | 4' Bassi |
| Voce umana        | 8'       |
| Viola             | 8' Bassi |
| XII               | 2.2/3'   |
| XV                | 2'       |
| XIX-XXII          | 1.1/3'   |
| 3 di ripieno      | 2/3'     |
| Clarino           | 8' Bassi |

## Descrizione

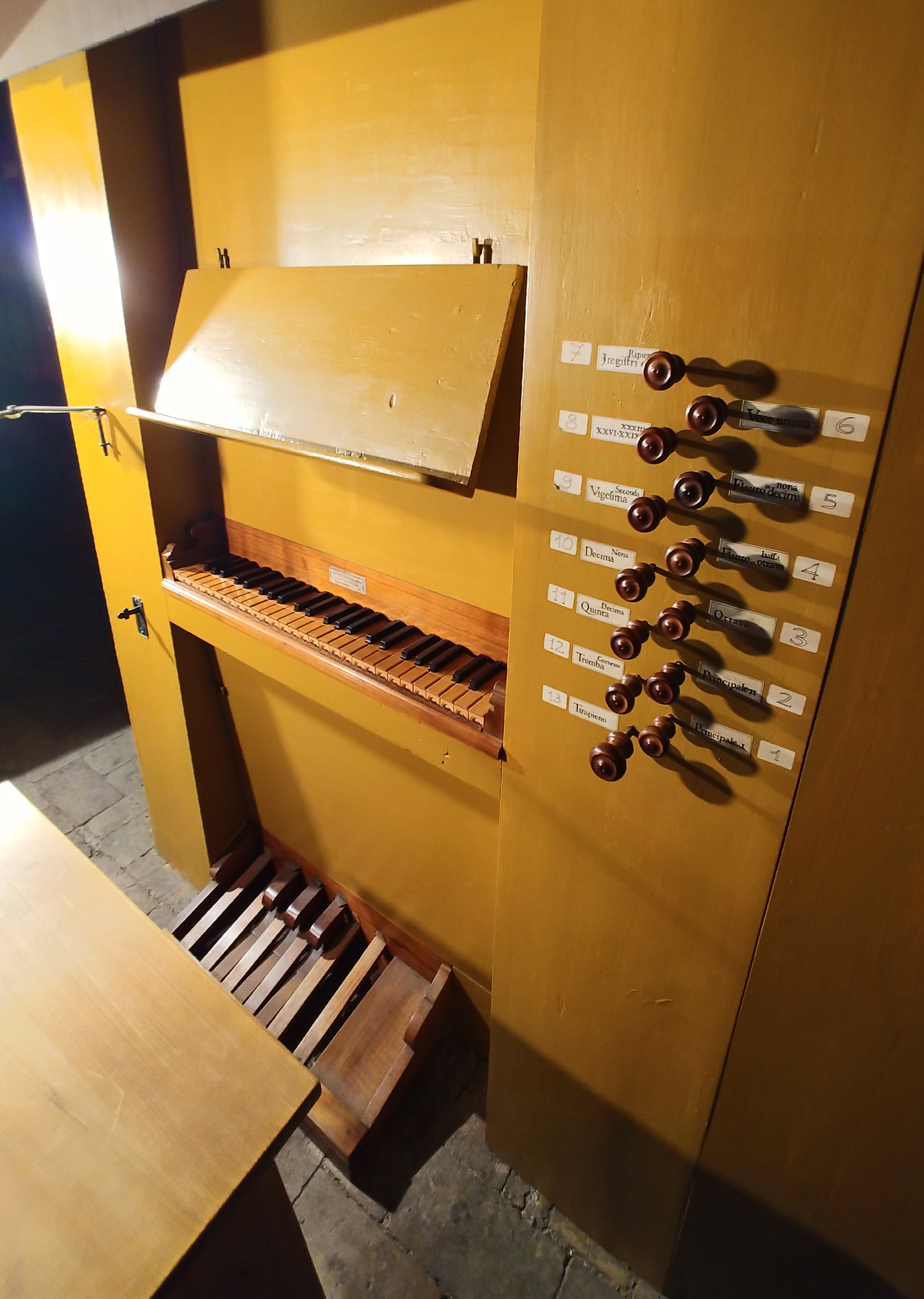
La consolle

L'organo è situato a ridosso della parete di controfacciata, al di sopra della cantoria lignea realizzata nel 1746; quest'ultima è sostenuta da due colonne tuscaniche lisce ed è delimitata da una balaustra dorata e dipinta a finto marmo, sormontata da una grata che reca nello scomparto centrale il simbolo di sant'Eustachio, presenta anche nella decorazione pittorica a grisaille della cassa, alla base della mostra.
Lo strumento è interamente racchiuso entro una cassa lignea intagliata da Bernardino Mammuccari alla cui morte, avvenuta nel corso del 1747, subentrarono Francesco Michetti e Carlo Pacilli. Peculiarità del prospetto, probabilmente di Testa e Noghel, è quello di essere suddiviso in cinque campate secondo l'uso toscano, per quanto convesse al centro e concave, nonché digradanti, verso i lati; le due mediane sono coronate ciascuna da un timpano curvilineo sorretto da due mensole aggettanti ed internamente cassettonato, il quale è sormontato da un puttino che regge un festone che si ricollega a quello simmetrico al centro della campata mediana; la mostra si compone di canne di principale disposte entro ogni campo in cuspide unica, con bocche a mitria allineate orizzontalmente (le canne dei due campi più esterni non sono sonanti).
La parte inferiore della cassa, a pianta quadrangolare e più stretta rispetto al prospetto, è interamente dipinta color ocra, senza elementi decorativi. Al centro della parete anteriore si apre la consolle, a finestra, con i registri e l'unico accessorio, il Tiratutti, azionati da pomelli lignei ad estrazione disposti su due colonne alla sua destra, con i nomi scritti a mano ad inchiostro su cartellini risalenti al restauro del 2002-2003; coeva è anche la tastiera interamente in legno, con i frontalini dei tasti a chiocciola, al di sopra della quale è posta una riproduzione del cartellino originale di Johannes Conrad Werle recante stampata la data del rifacimento corretta a penna dall'organaro stesso; la pedaliera è a leggio. Il manuale ha un'estensione di 49 note con prima ottava scavezza (Do1-Fa5), mentre il pedale di 9 note (Do1-Do2); quest'ultimo è sempre unito ai tasti corrispondenti che presentano costantemente inserito il registro di Contrabbassi 16'. Lo strumento dispone di 13 registri senza spezzatura tra bassi e soprani.
La disposizione fonica è la seguente:
| Colonna di sinistra   |         |
| 3 registri di ripieno | 1/2'    |
| XXVI-XXIX-XXXIII      | 1.1/3'  |
| Vigesima seconda      | 2'      |
| Decima nona           | 2.2/3'  |
| Decima quinta         | 4'      |
| Tromba - Cornetto     | [ N 1 ] |

| Colonna di destra      |        |
| Voce umana             | 16'    |
| Flauto in decima nona  | 2.2/3' |
| Flauto in ottava bassa | 8'     |
| Ottava                 | 8'     |
| Principale II          | 16'    |
| Principale I           | 16'    |

1. ↑  Do1-Fa#3: Tromba 8'; Sol3-Fa5: Cornetto 3 file 2.2/3'.
2. ↑  da Do2.